# Щенятев, Пётр Михайлович
Князь Пётр Михайлович Щенятев (ум. 1568) — наместник, боярин и воевода на службе у великого князя московского и царя Ивана IV Васильевича Грозного. Последний мужской представитель княжеского рода Щенятевых.

## Происхождение и семья
Старший сын московского боярина и воеводы князя Михаила Даниловича Щенятева (ум. 1534) и внук знаменитого московского воеводы Ивана III князя Даниила Васильевича Щени-Патрикеева (ум. 1519). Щенятевы вели своё происхождение от литовских служилых князей Патрикеевых, которые перешли на службу к великим князьям московским в 1408 году. Князья Патрикеевы происходили от князя Патрикея Наримунтовича Стародубского, внука великого князя литовского Гедимина (1316—1341). У Петра Щенятева был младший брат Василий Михайлович Щенятев (ум. 1547), московский боярин и воевода, который скончался, не оставив потомства и сестра, ставшая женой Ивана Фёдоровича Бельского, сын которых женился на дочери окольничего Ивана Яковлевича Захарьина, внучатой сестре царицы Анастасии Романовны Захарьиной.

## Служба
Во время малолетства великого князя московского Ивана IV Васильевича (1538—1547) происходила ожесточённая борьба за власть между различными крупными боярскими группировками. В 1538 году после смерти регентши Елены Глинской, власть при дворе захватили князья, братья Василий и Иван Васильевичи Шуйские. Против них выступили князья Бельские. Князь Пётр Михайлович являлся сторонником боярской группировки князя Ивана Фёдоровича Бельского (ум. 1542), который в 1540 году был освобождён из темницы и занял главное положение в Боярской думе.
3 января 1542 года боярин князь Иван Васильевич Шуйский организовал переворот в Москве, в результате которого князь Иван Фёдорович Бельский был арестован, отправлен в Белоозеро, где в мае был казнён. Родственники и сторонники Ивана Бельского также были отправлены в ссылки. Князь Пётр Щенятев был сослал в Ярославль.
В 1544 году был освобождён из ссылки и возвращён на службу. В декабре 1544 года вместе с князьями Константином Ивановичем Курлятевым и Михаилом Ивановичем Воротынским командовал войском на «берегу» (на берегу реки Оки), защищая южные русские границы от крымских набегов. В 1545 году первый воевода войск в Белёве и Одоеве. Во время вторжения царевича Эмин-Гирея, воеводы занимались местническими спорами и не выступили против крымских татар, которые разорили одоевские и Белёвские места.
В 1546 году назначен наместником в Каргополе. В 1548 году вместе с князем Михаилом Михайловичем Троекуровым стоял с полками в Муроме, готовясь к отражению ожидаемого ногайского набега. В апреле 1549 года первый воевода третьего Большого полка в шведском походе, а после первый воевода в Муроме при казанском царе Шигалее. В этом же году пожалован в бояре.
В декабре 1549 — феврале 1550 года участвовал во втором неудачном походе русского царя Ивана Васильевича на Казанское ханство. В сентябре 1550 года в походе из Москвы во Владимир и Нижний Новгород. В феврале 1550 года русская армия осадила Казань, но не смогла её взять штурмом и после одиннадцати дней осады повернула назад из-за неблагоприятных погодных условий. В данном походе являлся вторым дворовым воеводою и стоял под Казанью на царёвом лугу у Кобан озера.
31 мая 1550 года был первым дружкой на свадьбе удельного князя Владимира Андреевича Старицкого (1533—1569), двоюродного брата царя Ивана Грозного, с Евдокией Александровной Нагой.
В июле 1550 года участвовал в царском походе «по крымским вестям» в Коломну. Царь Иван Васильевич Грозный оставил в Коломне Петра Щенятева вместе с князем Дмитрием Фёдоровичем Бельским воеводой большого полка. Осенью князья Пётр Щенятев и Семён Иванович Микулинский стояли у Николы Зарайского в Рязанской области, а затем перешли в Рязань, ожидая нападения крымского хана. Вместо крымского хана в южнорусские владения вторглись ногайские мурзы, которые стали разорять окрестности Мещеры и Старой Рязани. Русские воеводы, прибывшие из Рязани, Николы Зарайского и Елатьмы, разбили ногайские «загоны». Многие ногайцы замёрзли во время больших снегов и сильных морозов. Русские воеводы преследовали ногайцев до «Шацких ворот». Вернуться в степи смогли только двое мурз с небольшим отрядом. После завершения похода воеводы (в том числе князь Пётр Михайлович Щенятев) приехали в Москву, где царь Иван Грозный пожаловал воевод и детей боярских «великим жалованьем», угостил их в своей набережной палате в Московском Кремле.
В 1551 году упомянут коломенским наместником. В мае 1551 году князья Пётр Михайлович Щенятев и Андрей Михайлович Курбский стояли с полком правой руки у Зарайска, а после принятия решения о новом походе на Казань со своим полком прибыл в Каширу.
В мае 1552 года находился на берегу Оки, где ему было указано собираться с ратными людьми в Кашире для похода на казанцев, после первый воевода правой руки войск в Коломне, откуда в июне послан на помощь Туле против крымцев.  21 июня 1552 году в Коломне, где находился царь, было получено известие, что крымский хан Девлет I Гирей (1551—1577) с татарской ордой вторгся в южнорусские владения и осадил Тулу. Царь приказал своим воеводам с полками выступить против Крымской орды. Из Каширы выступили князья Пётр Щенятев и Андрей Курбский, из Ростиславля Рязанского — передовой полк князей Ивана Турунтая-Пронского и Дмитрия Хилкова, из села Колычово (близ Коломны) часть большого полка под командованием князя Михаила Ивановича Воротынского. Сам царь готовился вслед за воеводами выступить с главными силами против крымского хана.
22 июня крымцы осадили город Тулу и стал обстреливать его из артиллерии. Тульский воевода князь Григорий Иванович Темкин-Ростовский отразил вражеские приступы. Узнав о приближении к городу большой русской рати, крымский хан Девлет-Гирей в ночь на 24 июня снял осаду и стал отступать в степи. Князья Пётр Щенятев и Андрей Курбский, подойдя первыми к Туле, не нашли главных сил орды и сразились с небольшими отрядами, рассеявшимися для грабежа по близлежащим окрестностям.
3 июля 1552 года русская армия под командованием царя выступила через Муром и Свияжск в Казанское ханство. Князья Пётр Михайлович Щенятев и Иван Фёдорович Мстиславский с полками были отправлены в погоню за татарской ордой, догнали и разбили крымские отряды на реке Шиворони, а затем выступили к Свияжску через Рязанскую и Мещерскую земли, защищая царскую рать от возможного нападения со стороны заволжских татар.
В августе князья П. М. Щенятев и А. М. Курбский во главе полка правой руки (18 тыс. чел.) участвовали в осаде и взятии Казани русскими войсками, с задачей ставить туры и укрепиться с восточной стороны Казани, помогал князю Курбскому в осаде Казани у Елбугиных ворот, а во время боя уже внутри города преградил путь из крепости бегущим к данным воротам многочисленным казанским воинам во главе с их царём, которого взял в плен, за убежавшими из города к лесу и за реку Казанка по Алатской дороге воинами гнался и многих побил. По возвращении из казанского похода первый воевода в Зарайске. В сентябре 1552 года первый воевода второго Большого полка в походе к Полоцку. В ноябре 1552 года послан вторым воеводою войск под города: Чков и Березнь, а в декабре первый воевода в Рязани, откуда ходил против крымцев и разбил их.
Зимой 1553 года во время опасной болезни царя Ивана Грозного началась борьба за власть между разными боярскими группировками. Сам больной царь приказал привести бояр и остальных сановников к присяге на верность своему малолетнему сыну, царевичу Дмитрию. Но среди московской знати были сторонники удельного князя Владимира Андреевича Старицкого. Среди них находился и боярин князь Пётр Михайлович Щенятев. Боярин Иван Петрович Фёдоров донёс царю, что князья Пётр Щенятев, Иван Турунтай-Пронский и Семён Ростовский сказали ему: «ведь-де нами владеть Захарьиным». Вначале Пётр Щенятев отказался принести присягу на верность царевичу Дмитрию, но затем вынужден был это сделать.
В июне 1553 года во время нового царского похода в Коломну назначен первым воеводой Передового полка. Князья Пётр Щенятев и Дмитрий Хилков с передовым полком стояли у Николы Зарайского, защищая южнорусские рубежи от татарских набегов. В 1544 году назван Устюжским наместником и по государеву указу приводил всех к присяге в верности царю, царице и царевичу Ивану Ивановичу.
В 1555 году первый воевода Сторожевого полка на берегу Оки, в июне царь Иван Васильевич Грозный с русской ратью стоял в Серпухове, ожидая нападения крымского хана. Среди московских бояр и воевод, сопровождавших царя, находился князь Пётр Михайлович Щенятев.
В ноябре 1555 года князья Пётр Михайлович Щенятев и Дмитрий Фёдорович Палецкий были назначены воеводами Большого полка (главнокомандующими) в походе русской рати против Швеции. В декабре 1555 года воеводы Пётр Михайлович и Дмитрий Фёдорович Палецкий выступили в поход из Новгорода на шведские владения в Финляндии, сожгли городок Кивен в окрестностях Выборга и разгромили шведское войско.
Осенью 1556 года по крымским вестям князья Пётр Щенятев и Дмитрий Хилков стояли в Калуге с полком правой руки. Затем с этим же полком стоял в Кашире, где его заместителем был князь Андрей Михайлович Курбский. Весной 1557 года назначен первым воеводой сторожевого полка в Коломне, его заместителем был князь Дмитрий Иванович Хилков. В сентябре для охранения от прихода крымцев стоял с войсками в Воротынске, а после первым воеводою правой руки в Кашире. В 1558 году на третьей встрече царя Шигалея встречал вторым, а в марте первый воевода Сторожевого полка в Коломне.
В 1559—1560 годах первым воеводой в Свияжске, где под его командованием находились воеводы Дмитрий Михайлович Плещеев, Иван Матвеевич Булгаков, князь Михаил Андреевич Приимков-Ростовский и князь Пётр Борисович Ромодановский. В 1561 году второй воевода Передового полка на берегу Оки.
В 1562 году первый воевода в Дорогобуже. В ноябре 1563 года, во время царского похода на Полоцк второй воевода Сторожевого полка. После взятия Полоцка и бегства в Литву князя Андрея Курбского, П. Щенятев был оставлен воеводой Сторожевого полка. После возвращения царя в Москву, отправлен во главе большого полка в Невель, а оттуда в Тулу, после соединения с воеводами из Михайлова в Дедилове, первый воевода Большого полка.
В ноябре 1562 года великий князь литовский Сигизмунд Август прислал в Москву посольство для переговоров с митрополитом Макарием и боярами. Во время переговоров митрополита с литовскими послами, Пётр Михайлович Щенятев был назван первым среди всех бояр-переговорщиков.
В декабре 1563 года в Москву прибыло новое польско-литовское посольство для переговоров с царём Иваном Васильевичем Грозным, где князь Пётр Михайлович сидел первым при представлении митрополиту польских послов, а также сидел третьим за большим государевым столом, участвовал в переговорах.
В 1564 году царь Иван Васильевич уехал из Москвы в Александровскую Слободу, которую избрал своей новой резиденцией. В качестве заложников в Слободе было оставлено несколько знатных бояр, среди них был князь Пётр Михайлович Щенятев. В том же году был первым воеводой в Полоцке, откуда уведомлял Государя о приходе польско-литовского войска.
В октябре 1564 года польско-литовское войско подошло к Полоцку и осадило город. Великий гетман литовский Николай Радзивилл Рыжий обратился к полоцкому воеводе князю Петру Щенятеву, предлагая ему добровольно сдать город. Однако князь Пётр Михайлович отказался сдавать город и приказал открыть огонь из артиллерии по вражескому войску, принеся ему значительный урон. В этом же году ходил с войском из Полоцка к Озерецку и за его взятие пожалован золотым, а после первый воевода Большого полка во Ржеве.
В 1565 году царь Иван Васильевич Грозный разделил государство на опричнину и земщину. Начались гонения и казни известных и видных бояр, воевод и князей. Боярин князь Пётр Михайлович Щенятев не вошёл в состав опричнины, а стал одним из руководителей земщины.
В том же 1565 году, с другими воеводами стоял с русским войском в Ржеве на литовской границе.
Осенью 1565 года по крымским вестям, вместе с князьями Иваном Дмитриевичем Бельским и Иваном Фёдоровичем Мстиславским во главе русской рати выступил первым воеводою Передового полка на Коломну. Во время похода возник местнический спор между князьями Иваном Андреевичем Шуйским и Петром Михайловичем Щенятевым, первый отказался признавать старшинство второго. В это время крымский хан Девлет-Гирей с татарской ордой ворвался в южные русские владения и осадил Болхов. Воеводы передового полка князь Пётр Щенятев и боярин Иван Васильевич Меньшой Шереметев успели выслать воинские отряды на помощь болховскому воеводе князю Ивану Андреевичу Щепину-Оболенскому, который совершил успешную вылазку и не дал крымцам сжечь посад. За успешное отражение крымцев пожалован золотым.
В 1568 году, опасаясь преследований со стороны царя, удалился с политической сцены и постригся в монахи под именем Пимена в Нероцком монастыре. Однако монашеский постриг не спас князя от мести со стороны Ивана Грозного.
В 1568 году по приказу царя Пётр Михайлович Щенятев был схвачен и подвергнут жестоким пыткам, после которых скончался. Его жена и сын, по сообщению Андрея Курбского, также были казнены. Ливонские рыцари Таубэ и Крузе, служившие в царском опричном войске и участвовавшие во многих карательных походах Грозного, сообщали, что князя Петра Щенятева засекли по царскому приказу. Князь Андрей Михайлович Курбский, бывший царский любимец, который вместе с Петром Щенятевым участвовал во многих военных походах, а в 1564 году бежал в Литву, упоминал в своей «Истории князя великого Московского» о убийстве Петра Щенятева.
«Паки убиен княжа Пётр, — читаем мы в „Истории великого князя Московского“, — глаголемый Щенятев, внук княжати Литовского Патрикия: муж зело благородный был и богатый, и, оставя всё богатство и многое стяжание, мнишествовати был произволил, и нестяжательное, христоподражательное жительство возлюбил; но и тамо мучитель мучити его повеле, на железной сковороде огнём разженной жещи и за ногти иглы бити. И в сицевых муках скончался».
Царь Иван Васильевич Грозный внёс имя князя Петра Михайловича Щенятева в синодик опальных и отправил в Кирилло-Белозерский монастырь на помин души 500 рублей.

## Критика
В данной статье указано, что князь Пётр Михайлович находился в опале 1542-1544. В Большой российской энциклопедии отмечено, что опала была снята к 1546 году.
В родословной книге М.Г. Спиридова в данный период указаны его службы: в 1542 году первый воевода в Рязани. В январе 1543 побил многих нагайцев пришедших в рязанские земли.  В декабре этого же года, соединившись с воеводою из Зарайска, пришедших в мещерские и старо-рязанские места нагайцев снова разбил и соединившись с Елатомским воеводою, гнался за врагами и почти всех уничтожил. После этого отправлен первым воеводою в Смоленск. В марте 1544 года первый воевода третьего Большого полка в Казанском походе. В 1545 году первый воевода в Белёве и Одоеве.
В синодике опальных Ивана Грозного — князь Пётр Михайлович Щенятев не значится.
Историки Р.Г. Скрынников и А.А. Зимин в своём комментарии указывают, что князь Пётр Михайлович Щенятев умер в 1565 году.